# Густаф Кільман
Гу́стаф Кі́льман (швед. Gustaf Olof Falhem Kilman нар. 9 липня 1882, с. Іттербю, Швеція — † 21 лютого 1946) — шведський військовослужбовець та вершник, що спеціалізувався на змаганнях з конкуру. Переможець літніх Олімпійських Ігор 1912 року у Стокгольмі в командному конкурі. Лицар I класу Ордену Меча, кавалер бельгійського Військового Хреста II класу.

## Біографія
Густаф Кільман народився у невеликому селищі Іттербю, що розташоване на шведському острові Ресаре. Основним заняттям Густафа стала військова справа. Він служив у Єталандському артилерійському полку, станом на 1908 рік носив звання лейтенанта, а у реєстрах 1925 року значився вже як капітан. Був удостоєний високих державних нагород різних країн, серед яких шведський Орден Меча та бельгійський Військовий Хрест.
Як спортсмен Густаф Кільман відомий перш за все завдяки участі у двох олімпійських турнірах з кінного спорту. На Олімпійських іграх 1912 року у Стокгольмі він став переможцем змагань з командного конкуру, а на Олімпіаді 1920 у Антверпені брав участь у особистій першості з тієї ж дисципліни, однак посів лише 15 місце у підсумковому заліку.
У 1915 році Кільман одружився з Еллен Кароліною Віллердінг, однак їх шлюб не тривав довго. Другим чоловіком Віллердінг став генерал-майор Стуре Геммінг Гадд, що служив з Кільманом у одному полку.
Помер Густаф Кільман 21 лютого 1946 року у віці 63 років.

## Спортивні результати[4]
| Рік  | Змагання                    | Місто     | Кінь   | МО | МК |
| ---- | --------------------------- | --------- | ------ | -- | -- |
| 1912 | Літні Олімпійські ігри 1912 | Стокгольм | Gåtan  | —  | 1  |
| 1920 | Літні Олімпійські ігри 1920 | Антверпен | Irving | 15 | —  |